# Solemn Echoes
Solemn Echoes ist eine 2020 gegründete Funeral-Doom-Band.

## Geschichte
Solemn Echoes entstanden aus der freundschaftlichen Verbundenheit der Musiker Fabio de Paula von der brasilianischen Band HellLight und John McGovern von der US-amerikanischen Band Chalice of Suffering. Beide zogen Mitglieder ihrer Hauptgruppen zum Projekt hinzu und schlossen einen ersten Vertrag mit dem indischen Label Transcending Obscurity Records, über welches 2021 ein erstes Stück auf einem Label-Sampler erschien. Das Debütalbum Into the Depths of Sorrow erschien jedoch nachkommend und anders als ursprünglich geplant noch im Mai des gleichen Jahres über Endless Winter. Das Album wurde von durchschnittlich bis besonders positiv beurteilt. Mjölnir von Metal Crypt beurteilte Into the Depths of Sorrow als passabel und empfahl der Band einen besseren Sänger sowie eine Reduzierung des Keyboardanteils. Für Femforgacs schrieb boymester, dass Solemn Echoes Musik erfahrener Musiker ohne große Überraschungen böte. In seiner Rezension für Headbanger Reviews schrieb Vinterd, dass Into the Depths of Sorrow ein Beispiel dafür sei was der Funeral Doom bestenfalls seien könne. Auch Brian von Metal Revolution nannte das Album ein Exempel für hochwertigen aktuellen Funeral Doom.

## Stil
Die Musik von Solemn Echoes wird als ruhiger und melodischer Funeral Doom beschrieben. Hierbei kombiniere die Band andauernde ruhige Keyboard-Arrangements, die als Basis der Musik fungieren, mit schweren und Riff-betonten Gitarren, Growling und leise gesprochenen Passagen.

## Diskografie
- 2021: Into the Depths of Sorrow (Album, Endless Winter)